# Dicoryphe buddleoides
Dicoryphe buddleoides är en trollhasselart som beskrevs av John Gilbert Baker. Dicoryphe buddleoides ingår i släktet Dicoryphe och familjen trollhasselfamiljen. Inga underarter finns listade i Catalogue of Life.